# Malajiska rasen

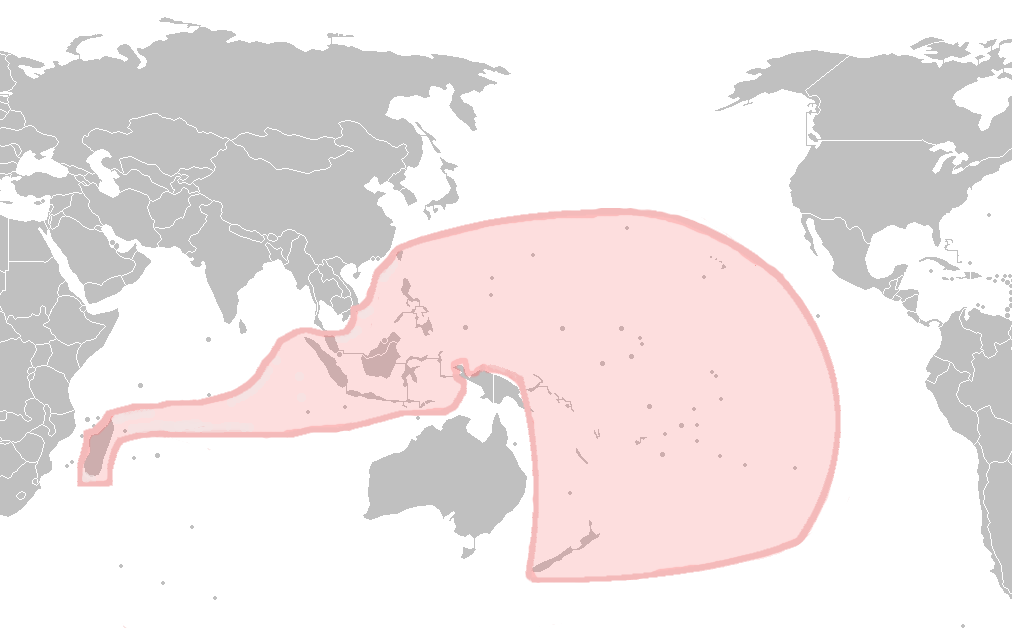
Rasens påstådda utbredning

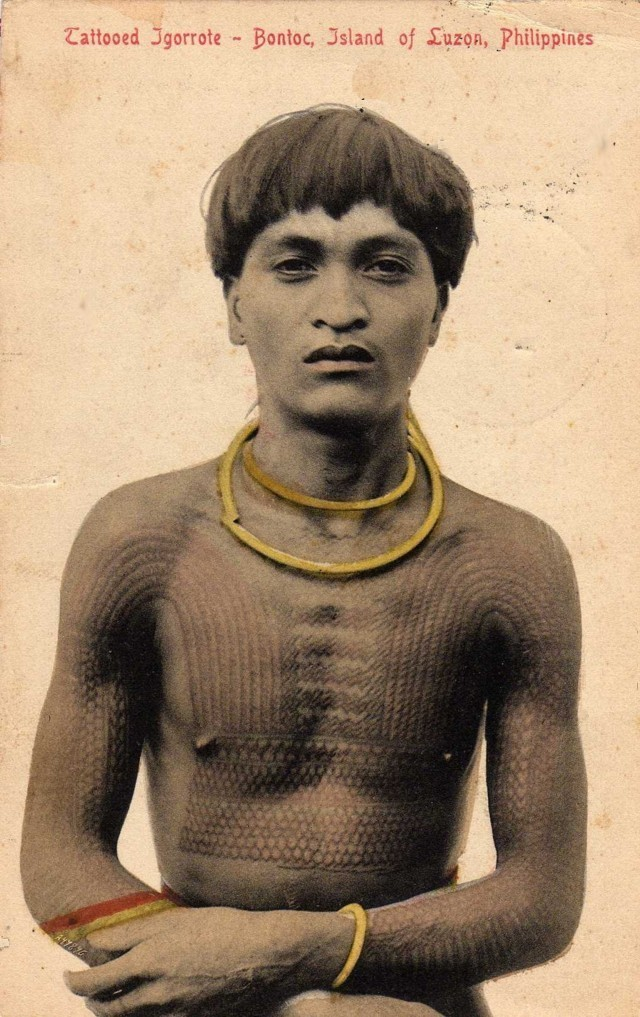
Ung bontok från Filippinerna (ca 1908).

Malajiska rasen, som i vissa sammanhang även kallades för den bruna rasen, var inom rasbiologin en term för ursprungsbefolkningen i Sydostasien, Madagaskar och delar av Oceanien.
Benämningen anses idag vara föråldrad då man inom exempelvis antropologi har frångått teorier som bygger på en indelning av homo sapiens i raser, man anser idag att människan som sådan är en genetiskt relativt homogen art och att inga skarpa, genetiska och akademiskt hållbara gränser existerar mellan olika folkgrupper,  benämningen är idag i regel oanvändbar och kan uppfattas som rasistisk.

## Karaktäristika
Enligt rasbiologin så kännetecknades malajiska rasens fenotyp av brun hy, höga kindknotor, mongolveck, liten näsa, svag skäggväxt, mörkt rakt hår och en smal kroppsbyggnad. Man hade senare emellertid konstaterat att de malajiska folken skilde sig för lite från övriga asiatiska folk för att kunna kallas för ras, och redan i början av 1930-talet talade man i stället om olika malajfolk.

## Historia

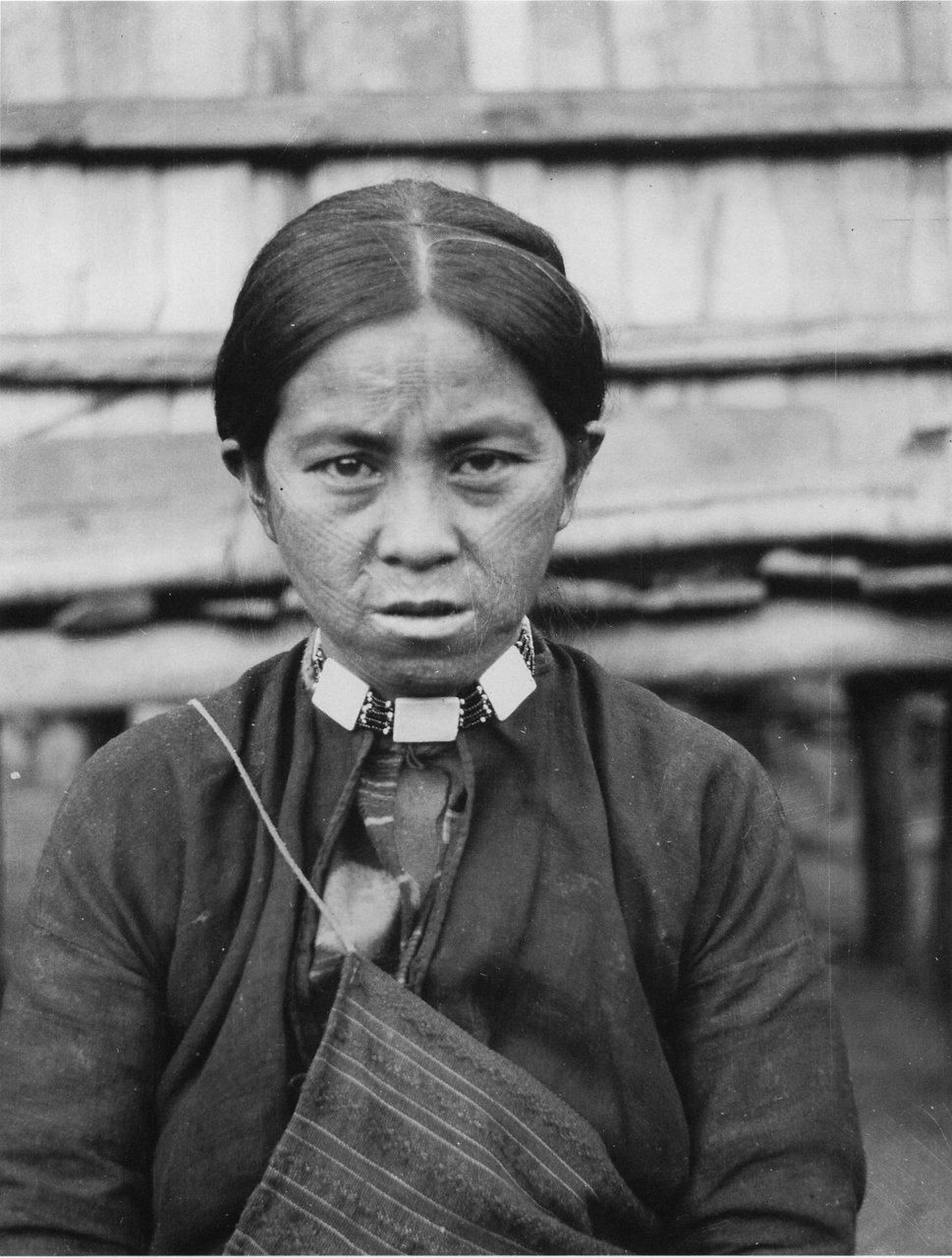
Kvinna från Atayalfolket, Taiwan

Begreppet malajisk ras myntades av den tyske antropologen Johann Friedrich Blumenbach 1781 och ingick i hans studier om mänsklighetens fem raser.
Blumenbach delade upp den malajiska rasen i två undergrupper, den asiatiska och den polynesiska. Till den asiatiska undergruppen hörde folkslag som exempelvis malajer, javaner och andra sydostasiatiska folk. Till den polynesiska undergruppen hörde folkslag som polynesier, mikronesier och melanesier, dock ej de mörkare australiderna.
I vissa sammanhang påstods även befolkningen på Madagaskar tillhöra den malajiska rasen. Detta berodde på att det språk som talas på Madagaskar anses ha sitt ursprung ifrån Indonesien. Språken som talas på Madagaskar och Indonesien tillhör båda den austronesiska språkfamiljen, och därför skulle dessa folkgrupper ha varit nära besläktade.
Andra exempel på oförmåga att komma överens om klassifikation och kategorisering av rasen förekom i USA där raslagarna i flera delstater i början av 1900-talet inte uttryckligen förbjöd giftermål mellan vita och asiatiska folk, men efter invandring från de nyligen erövrade Filippinerna ändrades detta. 1933 fastslog Kaliforniens högsta domstol att giftermål mellan vita och filippinier var tillåtna eftersom filippinier påstods tillhöra den malajiska rasen och inte den mongoliska, som sedan tidigare var registrerad som en ras vita ej fick gifta sig med. Kort därefter utökades raslagarna till att inkludera även giftermål mellan vita och filippinier.